# Пханмунджом

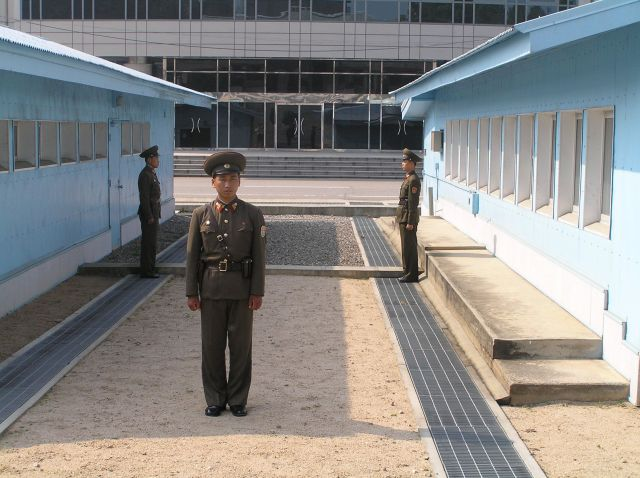
Северокорейские солдаты охраняют границу, обозначенную невысокой бетонной полосой.

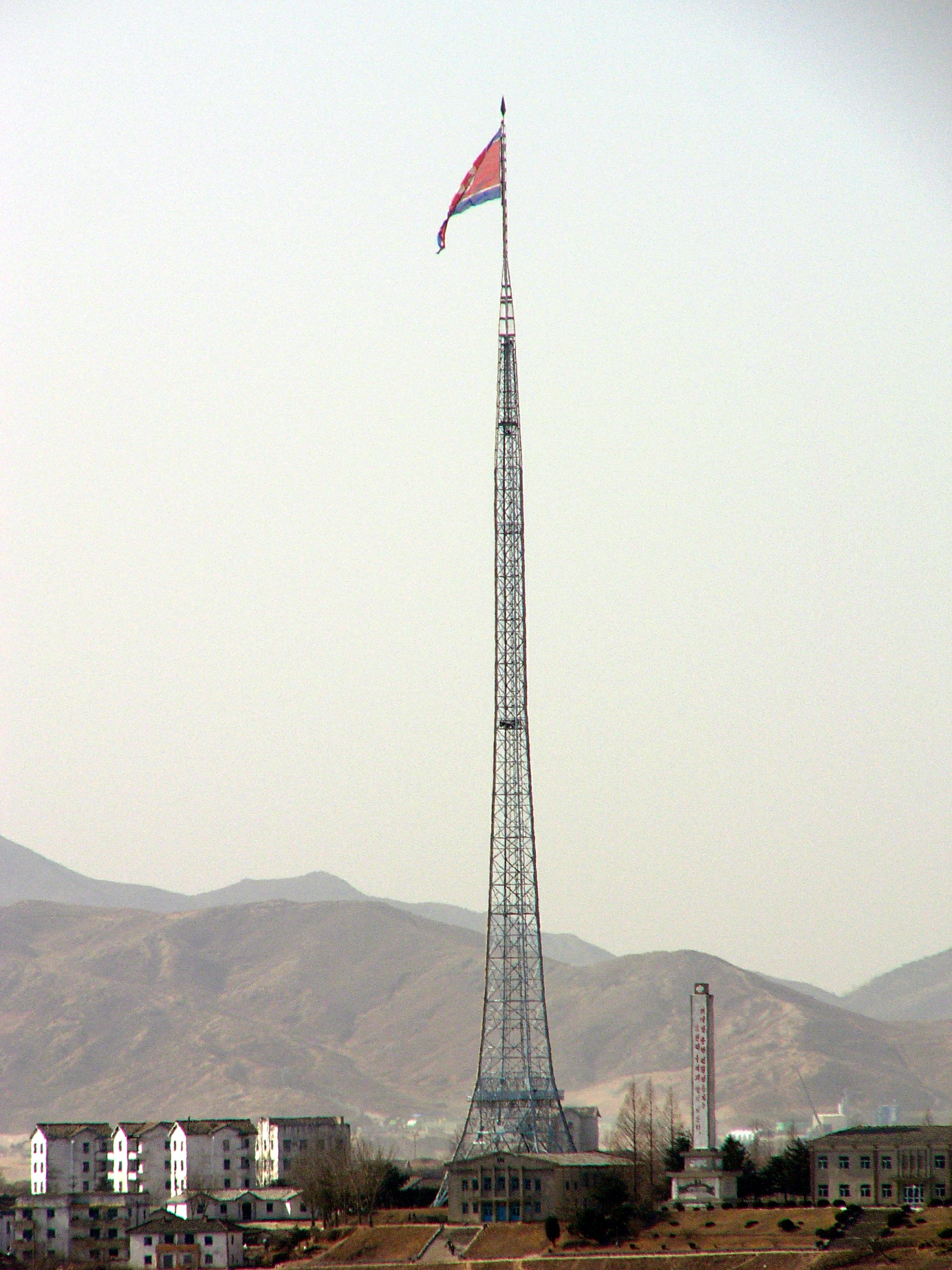
Башня-флагшток высотой 160 м с флагом КНДР в северокорейской деревне Киджондон вблизи Пханмунджома. Считается одним из наиболее высоких флагштоков в мире

Пханмунджо́м (кор. 판문점?, 板門店?) — место, расположенное в государствах Республика Корея (провинция Кёнгидо, город Пхачжу, волость Куннэ, деревня Чосанни) и Корейская Народно-Демократическая Республика (город Кэсон, район Пханмун, деревня Пханмунджонни). Является местом, включающим в себя здания для проведения переговоров по вопросам, касающимся двух стран Корейского полуострова в демилитаризованной зоне. Территория, на которой расположен Пханмунджом, называется объединённой зоной безопасности.
Расположен в 52 километрах от Сеула, 147 километрах от Пхеньяна и 8 километрах от Кэсонского промышленного комплекса.

## История
Пханмунджом был небольшой деревней, за которую шли ожесточённые сражения в ходе Корейской войны. Ни одна из сторон не могла развить здесь ощутимого преимущества, и поэтому Пханмунджом стал символом сложившейся в войне патовой ситуации.
В 1953 году здесь был подписан договор о прекращении огня, послуживший окончанием войны. Здание, в котором был подписан договор, (37°57′20″ с. ш. 126°40′40″ в. д.), находится к северу от демаркационной линии, проходящей через центр демилитаризованной зоны.
Здесь работала Комиссия ООН по вопросам перемирия в Корее. Встречи проходили в полевом лагере, разбитом к северу от дороги Кэсон — Сеул.
В ноябре 2017 года со стороны КНДР на границе с Республикой Корея в районе населённого пункта Пханмунджом в объединённой зоне безопасности начались инженерные работы с целью сооружения рва для предотвращения несанкционированного перемещения беженцев через демаркационную линию государств.
После изменения политики КНДР 9 января 2018 года в демилитаризованной зоне прошли министерские переговоры двух корейских государств. По итогам встречи принято совместное заявление для печати, в котором объявлено о решении Юга и Севера восстановить полномасштабный диалог по разным областям, в том числе в военной, а также принято решение о том, что команда КНДР приедет в феврале на Олимпиаду в южнокорейский Пхёнчхан.
27 апреля 2018 года в приграничной деревне Пханмунджом на южнокорейской стороне в Доме мира прошла первая за 11 лет встреча руководителей Севера и Юга. Этот саммит стал первым случаем, когда лидер Северной Кореи ступил на землю Южной. Ким Чен Ын и Мун Чжэ Ин подписали совместную декларацию, в которой объявили о начале эры мира и пообещали работать над избавлением Корейского полуострова от ядерного оружия.
Позднее Пханмунджом рассматривался как одно из возможных мест для первой в истории встречи глав КНДР и США.
14 июня 2018 года были проведены переговоры представителей КНДР и Республики Корея в павильоне «Тхонъильгак» на северной стороне пограничного пункта Пханмунджом.
В ходе третьего межкорейского саммита в сентябре 2018 главы государств договорились прекратить крупномасштабные артиллерийские учения и военные полёты близ демилитаризованной зоны для предотвращения инцидентов, вывести оттуда военных и разоружить персонал пограничного пункта Пханмунджом.